# Renny Quow
Renny Quow (25 de agosto de 1987, Tobago, Trinidad y Tobago) es un atleta trinitense, campeón del mundo en 2017 en la prueba de relevo 4 x 400 metros.

## Carrera deportiva
En el Mundial de Berlín 2009 gana el bronce en 400 metros, quedando situado tras los estadounidenses LaShawn Merritt (oro) y Jeremy Warriner (plata).
Posteriormente, en el Mundial de Pekín 2015 gana medalla de plata en relevo 4 x 400 metros tras los estadounidenses y por delante de los británicos (bronce) y siendo sus compañeros de equipo: Lalonde Gordon, Deon Lendore, Machel Cedenio y Jarrin Solomon.
Dos años más tarde, en el Mundial de Londres 2017 ganan el oro en la misma prueba, por delante de los estadounidenses y británicos, y siendo sus compañeros en esta ocasión: Jarrin Solomon, Jereem Richards, Machel Cedenio y Lalonde Gordon.